# Kurixalus idiootocus
Kurixalus idiootocus é uma espécie de anfíbio da família Rhacophoridae.
É endémica de Taiwan.
Os seus habitats naturais são: matagal húmido tropical ou subtropical, campos de gramíneas de baixa altitude subtropicais ou tropicais sazonalmente húmidos ou inundados, marismas de água doce, marismas intermitentes de água doce e terras irrigadas.
Está ameaçada por perda de habitat.